# 山梨県議会
山梨県議会（やまなしけんぎかい）は、山梨県に設置されている地方議会である。

## 定数
- 37人

## 役員・委員会
- 議長 - 渡辺淳也（無所屬）
- 副議長 - 佐野弘仁（公明党）

| 委員会       | 委員数 | 委員長                       | 副委員長                       |
| ------------ | ------ | ---------------------------- | ------------------------------ |
| 総務         | 9      | 卯月政人（自由民主党・山梨） | 桐原正仁（自由民主党新緑の会） |
| 教育厚生     | 9      | 乙黒泰樹（自民党誠心会）     | 流石恭史（自由民主党新緑の会） |
| 農政産業観光 | 8      | 清水喜美男（未来やまなし）   | 臼井友基（自由民主党新緑の会） |
| 土木森林環境 | 7      | 大久保俊雄（自民党誠心会）   | 市川正末（自由民主党新緑の会） |

## 事務局
- 議会事務局[3]
  - 総務課
  - 議事調査課

## 会派
| 会派名                 | 議員数      | 所属党派                          | 女性議員数 | 女性議員の比率(%) |
| ---------------------- | ----------- | --------------------------------- | ---------- | ----------------- |
| 自由民主党・開の国     | 12          | 自由民主党12・無所属1（連合推薦） | 0          | 0                 |
| 自由民主党新緑の会     | 8           | 自由民主党                        | 0          | 0                 |
| 自由民主党政風やまなし | 5           | 自由民主党4・無所属1              | 1          | 20                |
| 未来やまなし           | 4           | 立憲民主党3・無所属1              | 0          | 0                 |
| 日本共産党             | 2           | 日本共産党                        | 1          | 50                |
| 自由民主党             | 1           | 自由民主党                        | 0          | 0                 |
| 公明党                 | 1           | 公明党                            | 0          | 0                 |
| リベラル山梨           | 1           | 立憲民主党                        | 0          | 0                 |
| やまなし県民会議       | 1           | 無所属（元自由民主党）            | 0          | 0                 |
| えがお夢               | 1           | 無所属（連合推薦）                | 0          | 0                 |
| 合計                   | 36（欠員1） |                                   | 2          | 5.55              |

- 長崎幸太郎知事の富士急行に対する県有地の賃料問題で「自民党誠心会」に所属する一部議員が会派を離脱し新会派「自由民主党・山梨」と「自由民主党新緑の会」「自民党青雲会」「自民党勁草の会」を結成し、自民党会派が5分裂した。また、立憲民主党議員などで構成する会派「リベラルやまなし」も同問題で「未来やまなし」と「リベラル山梨」の2会派に分裂する事態となった[4][5][6]。
  - ただし、「自民党青雲会」は所属していた永井学が参議院選挙に出馬したため、会派としては消滅した。

2023年の選挙では長崎知事を支持する「自由民主党・山梨」と「自民党勁草の会」が合流し、「自民党・開の国」を結成、第一会派となった。

## 選挙区
2019年に行われる選挙より施行。
『2015年までは、甲州市選挙区の定数は2、西八代郡・南巨摩郡選挙区は西八代郡で定数1、南巨摩郡で定数2という2つの選挙区であった。』
| 選挙区                   | 定数 | 市町村                                         |
| ------------------------ | ---- | ---------------------------------------------- |
| 甲府市選挙区             | 9    | 甲府市                                         |
| 甲斐市選挙区             | 3    | 甲斐市                                         |
| 南アルプス市選挙区       | 3    | 南アルプス市                                   |
| 笛吹市選挙区             | 3    | 笛吹市                                         |
| 富士吉田市選挙区         | 2    | 富士吉田市                                     |
| 北杜市選挙区             | 2    | 北杜市                                         |
| 都留市・西桂町選挙区     | 2    | 都留市・西桂町                                 |
| 甲州市選挙区             | 1    | 甲州市                                         |
| 山梨市選挙区             | 2    | 山梨市                                         |
| 南都留郡選挙区           | 2    | 富士河口湖町・鳴沢村・忍野村・山中湖村・道志村 |
| 西八代郡・南巨摩郡選挙区 | 3    | 市川三郷町・富士川町・早川町・身延町・南部町   |
| 韮崎市選挙区             | 1    | 韮崎市                                         |
| 大月市選挙区             | 1    | 大月市                                         |
| 上野原市・北都留郡選挙区 | 1    | 上野原市・小菅村・丹波山村                     |
| 中央市選挙区             | 1    | 中央市                                         |
| 中巨摩郡選挙区           | 1    | 昭和町                                         |

## 出来事

### 県議会に対しての百条委員会の設置
2016年2月定例会の最終日にて、石井議長に対する不信任動議が「自由民主党山親会」と民主党系会派の「リベラル山梨」などの賛成多数により可決されたのを受け、最大会派である「自由民主党」が反発し、議会が空転した結果、予算案が廃案になる事態が発生した。その後、後藤知事による専決処分で予算は成立したが、予算案が成立しないまま流会となってしまった異例の事態に対する責任の所在を明らかにするために百条委員会を設置された。しかし同年7月の参議院選挙において、山梨選挙区で自民党公認候補が敗北したのを受け、自民党系会派の一本化が検討され、山親会の方から石井議長の辞職が求められた。その結果、8月12日に石井議長は辞職し、自民党系会派の一本化が図られたことで追及は収束へと向かった。9月2日、自民系「自由民主党山親会」、「自由民主党」、「創山会」3会派と自民系無所属1名が、統一会派「自民党誠心会」を結成し、約10年ぶりに分裂を解消した。

### 議長「たらい回し」問題
山梨県議会では1947年の地方自治法が制定されてから2018年9月までの時点で延べ83人の議長が任命されており、2015年の山梨県議会選挙以降だけでも5人の議長が就任している。県議会の最大与党は自由民主党系の会派であるが、このうち3回当選した「3期生」を対象に議長の持ち回りを行っていると報じられている。これについて市民団体が「議長ポストのたらい回しである」とする抗議文を議長に渡したが、受け取った白壁賢一議長（当時）は「任期ではなく公約を成し遂げたかで判断してもらいたい」としている。